# Шмитен (Хохтаунус)
Шмитен (њем. Schmitten) општина је у њемачкој савезној држави Хесен. Једно је од 13 општинских средишта округа Хохтаунус. Према процјени из 2010. у општини је живјело 8.778 становника. Посједује регионалну шифру (AGS) 6434009.

## Географски и демографски подаци
Шмитен се налази у савезној држави Хесен у округу Хохтаунус. Општина се налази на надморској висини од 357-881 метра. Површина општине износи 35,5 km². У самом мјесту је, према процјени из 2010. године, живјело 8.778 становника. Просјечна густина становништва износи 247 становника/km².